# Bronto Landole
Bronto Landole − plażowo-terenowy samochód osobowy produkowany przez rosyjski koncern Bronto.
Samochód ten znany jest także pod nazwą WAZ 212183.
Dwumiejscowy otwarty pojazd o nazwie Bronto Landole zaprezentowany został w 1998 roku, jako pojazd przeznaczony do turystyki w krajach południowych, a także do wyjazdów na safari. Samochód ten zbudowany jest na bazie WAZ 21213 Niva. Pierwotny rozstaw osi Nivy przedłużono o 30 cm, zaś drzwi wymieniono na wzmocnione, plastikowe, z dużymi wycięciami w miejsce szyb; dodano także ramy ochronne.